# 8. tisućljeće pr. Kr.
◄ | 9. tisućljeće pr. Kr. | 8. tisucljeće pr. Kr. | 7. tisućljeće pr. Kr. | ►
80. stoljeće pr. Kr. | 79. stoljeće pr. Kr. | 78. stoljeće pr. Kr. | 77. stoljeće pr. Kr. | 76. stoljeće pr. Kr. | 75. stoljeće pr. Kr. | 74. stoljeće pr. Kr. | 73. stoljeće pr. Kr. | 72. stoljeće pr. Kr. | 71. stoljeće pr. Kr.
8. tisućljeće pr. Kr. je je razdoblje od 8000. pr. Kr. do 7001. pr. Kr..

## Promjena okoline
- Oko 7911. pr. Kr. - Niz od sedam velikih vulkanskih erupcija dovodi do vulkanskog neba i sniženih temperatura tijekom nekoliko stoljeća.
- Veliko izlijevanje slatke vode iz Crnog u Egejsko more.

## Glavni događaji i razvoji
- Oko 8000. pr. Kr. – Osnovana naselja u Nevali Cori, Sagalassosu u (Turskoj)
- Oko 8000. pr. Kr. – Osnovana naselja u Akureu u današnjoj jugozapadnoj Nigeriji.
- Oko 8000. pr. Kr. –Osnovana naselja u Øvre Eikeru i Nedre Eikeru u današnjem Buskerudu u Norveškoj.
- Oko 8000. pr. Kr. – Osnovana naselja u Ærøu u Danskoj.
- Oko 8000. pr. Kr. – Osnovana naselja u Deepcaru blizu današnjeg Sheffielda u Engleskoj.
- Oko 7500. pr. Kr. – Sagrađena naselja u Sandu na obali Wester Rossa u Škotskoj.
- Oko 7500. pr. Kr. – Osnovan Çatalhöyük, veliko neolitsko i kalkolitsko naselje u južnoj Anadoliji.
- Oko 7500. pr. Kr. – Počinje razdoblje uzgoja stoke u Sahari.
- Oko 7500. pr. Kr. – Mezolitski lovci-sakupljači su prva ljudska bića koja će doprijeti do Irske.
- 7220. pr. Kr. – Erupcija Mount Edgecumbea, vulkana na Aljaski.

## Izumi i otkrića
- Uspostavljaju se prvi poznati brakovi na Bliskom istoku.
- Uzgojen krumpir u Južnoj Americi.
- Početak uzgajanja riže u Istočnoj Aziji.
- Početak pripitomljavanja mačke u Starom Egiptu.
- Početak pripitomljavanja ovce u Jugozapadnoj Aziji.
- Stvaraju se kolibe, ognjišta, skladišta žitarica i nepomično kameno oruđe za mljevenje žita u Africi

## Vanjske poveznice
|  | Zajednički poslužitelj ima još gradiva o temi 8. tisućljeće pr. Kr. |